# Kalloni FC
El Kalloni Lekanopedio Football Club (en griego: Π.Α.Ε. Αθλητική Ένωση Λεκανοπεδίου Καλλονής), conocido comúnmente como Kalloni o, raras veces como, AEL Kallonis y AELK, es un equipo de fútbol de Grecia que juega en la Gamma Ethniki, la tercera liga de fútbol más importante del país.

## Historia
Fue fundado en el año 1994 en la ciudad de Mytilene, en Lesbos a raíz de la fusión de los equipos Apollon Dafia (fundado en 1969) y Arisvaios Kalloni (establecido en 1954), dos equipos de aldeas a las afueras de la región de Kalloni, término usado en el nombre del equipo club.
En el año 2002 fueron promovidos por primera vez en su historia a la Delta Ethniki, pero descendieron en el campeonato local de Lesbos y solamente duraron 1 temporada en la Delta Etniki tras ganar solamente 4 juegos.

## Estadio
El Kalloni Lekanopedio Football Club juega de local en el Mytilene Municipal Stadium, con capacidad para 5500 espectadores, pero su sede original es el Kostas Kenteris Stadium en Kalloni construido en el año 2002 y con capacidad para solamente 900 espectadores, pero que no cumple con las condiciones adecuadas para jugar en la Beta Ethniki y menos en la Super Liga de Grecia.

## Palmarés
- Delta Ethniki (1): 2009/10

## Gerencia
- Presidente y dueño: Nikos Michalakis
- Vicepresidentes: Kostas Papadopoulos, Stelios Sfakianakis
- Director general: Prokopis Kartalis
- Gerentes generales: Dimitris Aggelonias, Michalis Karavasilis

## Jugadores

### Jugadores destacados
| - Alexandros Kalaitzidis - Michalis Karavasilis - Lefteris Petkaris - Helge Payer - Christos Pouris - Thanasis Selachas - Giorgos Souloganis - Giorgos Agiakatsikas - Kostas Apostolidis - Kostas Chatzikyriakos - Nikos Chatzopoulos - Nikos Kritsotakis | - Ivica Majstorović - Christos Mitsis - Mamary Traoré - Stavros Tziortziopoulos - Paraskevas Bakalis - Vasilis Dakoulas - Theagenis Dionysatos - Nikos Kalfas - Aristeidis Lottas - Nikos Petrouzellis - Alexandros Rizoulis - Nery Castillo | - Lucas Scaglia - Kostas Semertzidis - Luciano de Souza - Marko dos Santos - Vyacheslav Hleb - Prokopis Kartalis - Giannis Loukinas - Bartosz Tarachulski - Tasos Triantafyllou - Giorgos Tsatsalidis - Vangelis Zorbalas - Petros Zouroudis |